# Christiaan Hendrik Persoon
Christiaan Hendrik Persoon (1. února 1761, Mys Dobré naděje, Jihoafrická republika – 16. listopadu 1836 Paříž, Francie) byl průkopník mykologie.
Společně se svým současníkem E. M. Friesem je považován za „otce moderní mykologie“.

## Životopis
Narodil se v Mysu Dobré naděje jako třetí dítě imigrantů z Pomořanska a Holandska. Matka mu zemřela při porodu a otec v jeho čtrnácti letech. Ve třinácti letech jej otec poslal studovat do Evropy.
Nejprve studoval teologii na universitě v Halle ale v roce 1784 přešel na medicínu v Leidenu a Göttingenu. V roce 1799 absolvoval doktorské studium.
V roce 1802 se přestěhoval do Paříže, kde strávil zbytek života. Žil v chudobě, byl nezaměstnaný svobodný samotář, přesto si dopisoval s vědci po celé Evropě. Svůj herbář věnoval Holandské královské rodině a získal za to penzi, ze které mohl žít jako slušný člověk. V roce 1800 byl zvolen korespondujícím členem Akademie věd v Göttingenu a v roce 1809 Bavorské akademie věd. V roce 1815 byl zvolen korespondujícím členem Královské švédské akademie věd.

## Vědecká práce
Jeho první dílo bylo Abbildungen der Schwämme (Obrázky hub), publikované ve třech dílech v letech 1790, 1791 a 1793. V letech 1805 až 1807 publikoval dva díly Synopsis plantarum, oblíbeného díla popisujícího 20000 druhů rostlin. Jeho hlavní průkopnická činnost se zabývala mykologií, o které publikoval několik knih. Ve svých knihách utvořil základ taxonomie řádů Uredinales, Ustilaginales a Gasteromycetes.
Rod stromů Persoonia byl pojmenován na jeho počest.